# 內苗·希修
內苗·希修（？—？）緬甸貢榜王朝將領。
內苗·希修在1765年的第一次清緬戰爭期間駐守景棟，擊敗圍城的清雲南總督劉藻。隨後追擊清軍，在普洱將其擊敗。
1766年，清朝第二次入侵緬甸。清軍圍攻恭屯，恭屯守將奮力抵抗。內苗·希修同瑪哈·希修分別率領兩支軍隊，圍攻這支清軍。內苗·希修收復了八莫，切斷了清軍的糧道。隨即與巴拉敏丁、瑪哈·希哈修亞大敗清軍。
1767年，清朝第三次入侵緬甸。內苗·希修駐守恭屯，大敗清軍額爾景額部。隨後，緬甸軍隊的主力自暹羅歸來，瑪哈·希哈修亞和內苗·希修領兵收復興威。